# Hopkinton (Rhode Island)
Hopkinton – miasto w Stanach Zjednoczonych, w stanie Rhode Island, w hrabstwie Washington.